# Camponotus icarus
Camponotus icarus é uma espécie de inseto do gênero Camponotus, pertencente à família Formicidae.